# تمایز علامت تجاری
تمایز علامت تجاری یک مفهوم مهم در قانون حاکم بر علائم تجاری و علامت‌های خدمات است.

## توضیح
تمایز علامت تجاری یک مفهوم مهم در قانون حاکم بر علائم تجاری و علامت‌های خدمات است. یک علامت تجاری ممکن است واجد شرایط ثبت نام یا ثبت نام، اگر آن را تابع علامت تجاری ضروری را انجام می‌دهد، و دارای شخصیت متمایز است. ثبت نام را می‌توان به عنوان یک پیوستار در نظر گرفت، که نشانه‌های «ذاتی متمایز» در یک طرف، عالئم «عمومی» و «توصیفی» بدون شخصیت متمایز در انتهای دیگر، و نشانه‌های «نشانه ای» و «دلخواه» بین این دو نقطه است. علامت «توصیفی» باید از طریق معنای ثانویه تمایز خود را بدست آورد - مصرف‌کنندگان به رسمیت شناختن علامت به عنوان شاخص منبع کمک می‌کنند. اصطلاحات «عمومی» برای اشاره به محصول یا خدمات خود استفاده می‌شود و نمی‌تواند به عنوان علامت تجاری استفاده شود.

## طیف تمایز
در قانون علامت تجاری ایالات متحده، Abercrombie & Fitch Co. v. Hunting World 537 F.2d 4 (دومین شماره ۱۹۷۶) طیف مشخصه‌های علامت تجاری را در ایالات متحده ایجاد کرد و علائم تجاری را به کلاس‌هایی که دارای درجه‌های مختلف حفاظت هستند، ایجاد می‌کند. دادگاه‌ها اغلب از علامت‌هایی که در زیر "طیف مشخصه"، که در ایالات متحده نیز به عنوان طبقه‌بندی Abercrombie یا "Abercrombie factors" شناخته می‌شوند، صحبت می‌کنند.سازمان جهانی مالکیت فکری (وایپو) علامت تجاری را چنین تعریف کرده است:
علامت تجاری یک نشانه است که کالاها یا خدمات یک موسسه را از سایر موسسات قابل تشخیص می کند.

## علائم حیرت‌انگیز
یک علامت تجاری عجیب و غریب / ذاتی، قابل ثبت است و شامل علامت کاملاً اختراع شده یا «خیالی» است. به عنوان مثال، «کداک» قبل از اینکه تصویب شود و به عنوان یک علامت تجاری در رابطه با کالاها، از جمله کالاهای عکاسی و غیره استفاده شود، معنی ندارد. علامت‌های اختراع نوافلاطونی است که قبلاً در هیچ‌یک از فرهنگ لغات پیدا نشده‌است.

## علامت‌های دلخواه
علامت تجاری دلخواه معمولاً یک کلمه مشترک است که در یک زمینه بی‌معنی (به عنوان مثال «اپل» برای رایانه‌ها) استفاده می‌شود. علامت‌های چنین عبارتند از کلمات یا تصاویری که برخی از لغات معنی قبل از اینکه به عنوان علامت‌های تجاری به تصویب برسد، اما در محصولات یا خدمات مرتبط با آن فرهنگ استفاده می‌شود. علامت‌های خودسرانه نیز بلافاصله واجد شرایط برای ثبت نام هستند. شور در صورت استفاده در رابطه با مثلاً علامت دلخواه خواهد بود تلفن‌هایی مانند تلفن‌های صورتی، به عنوان اصطلاح «نمک» ارتباط خاصی با چنین محصولاتی ندارد.

## علامتهای پیشنهادی
علامت تجاری پیشنهادی تمایل به نشان دادن ماهیت، کیفیت یا ویژگی محصولات یا خدماتی که نسبت به آن مورد استفاده قرار می‌گیرد، اما این ویژگی را توصیف نمی‌کند و نیاز به تصور در مصرف‌کننده برای شناسایی این ویژگی است. علامت‌های پیشنهادی به تخیل ادراکی مصرف‌کننده منجر می‌شود. یک نمونه از یک نشانه معکوس Blu-ray، یک فناوری جدید ذخیره‌سازی داده با ظرفیت بالا است.

## علائم توصیفی
یک علامت توصیفی یک اصطلاح با فرهنگ لغت است که در رابطه با محصولات یا خدماتی که به‌طور مستقیم مرتبط با آن معنی است استفاده می‌شود. یک مثال ممکن است شور در رابطه با کراکرهای نمکی یا آنچوها استفاده شود. چنین شرایطی قابل ثبت نیست، مگر اینکه نشان داده شود که شخصیت متمایز از طریق استفاده گسترده در بازار (در زیر) ثابت شده‌است. Lektronic به شدت از حمایت USPTO در زمینه توصیف کالا برای کالاهای الکترونیکی رد شد.

## شرایط عمومی
«اصطلاح عمومی» اینجا را تغییر می‌دهد برای استفاده‌های دیگر، اصطلاح عمومی (تعبیر) را ببینید.
یک اصطلاح عمومی نام مشترک برای محصولات یا خدماتی است که در ارتباط با آن استفاده می‌شود مانند «نمک» هنگام استفاده در ارتباط با کلرید سدیم. یک اصطلاح عمومی قادر به خدمت به یک علامت تجاری ضروری برای تشخیص محصولات یا خدمات یک کسب و کار از محصولات یا خدمات سایر بنگاه‌ها نیست و بنابراین نمی‌تواند از هیچ گونه حمایت قانونی برخوردار باشد. این به این دلیل است که اصطلاحاتی وجود دارد که به‌طور کلی توسط هر کدام از جمله تولیدکنندگان دیگر ممکن است مورد استفاده قرار گیرد - برای اشاره به یک محصول بدون استفاده از یک علامت تجاری خاصی از سازمان. علامت‌هایی که بعد از از دست دادن شخصیت مشخص، تبدیل به علامت تجاری عمومی می‌شوند. علامت‌هایی که به صورت غلط از یک اصطلاح عمومی (به عنوان مثال، حذف یک فضای)، اهمیت عمومی اصطلاح را تغییر نمی‌دهند.

## ارزیابی تمایز
در دادرسی علامت تجاری، دادگاه‌ها اغلب خواسته می‌شود بین علامت‌های توصیفی و توصیفی از یک سو و بین علامت‌های توصیفی و عمومی از طرف دیگر تمایز قائل شوند. این به این دلیل است که علامت‌های نشانگر مانند علامت‌های خیالی و دلخواه به عنوان حفاظت از علامت تجاری محسوب می‌شوند، در حالی که علامت‌های توصیفی به حفاظت از آن‌ها احترام می‌گذارند، در صورتی که به عنوان نماینده تولیدکننده کالا شناخته شده‌اند و علامت‌های عمومی هرگز نمی‌توانند از آن محافظت کنند. این را می‌توان از مثال‌های بالا مشاهده کرد که ویژگی متمایز یک اصطلاح نزدیک به محصولات یا خدمات مرتبط است که در آن اصطلاح استفاده می‌شود.
یک روش کلی برای ارزیابی شخصیت متمایز یک علامت، بررسی واکنش مصرف‌کننده به یک علامت است. علامت ممکن است ذاتاً قابل ثبت باشد، در صورتی که مصرفکننده قبل از هر بار با علامت مواجه نشود. از سوی دیگر علامت بعید است که به صورت ذاتی قابل ثبت باشد، در صورتی که او در مورد هر ویژگی محصولات یا خدمات مربوطه (به عنوان مثال، خوشمزه، بزرگ، تند، سیاه یا شیرین در مورد میوه) به او اطلاع دهد. در هر مورد دیگر ممکن است علامت ثبت نام نباشد
مثال دیگری از یک علامت توصیفی، یک کلمه یا عبارت جغرافیایی است که صرفاً نشان دهنده منشأ محصول یا خدمات است. به عنوان مثال، بستنی بر پایه هوستون ممکن است دریابید که نام «بستنی هوستون» از حمایت از علامت تجاری محروم است چرا که کلمه هوستون صرفاً توصیفی است. با این حال، آن‌ها ممکن است با نام "بستنی North Pole" موفق شوند. در مورد دوم، اگر چه قطب شمال یک موقعیت جغرافیایی است، بستنی در واقع قطب شمال ساخته نمی‌شود و هیچ شخصی معقول فرض نمی‌کند که عبارت North Pole به معنای توصیفی است.
بدین ترتیب علامت‌هایی که محصول یا خدمات را مشخص یا توصیف می‌کنند یا از آن‌ها استفاده می‌شود یا به عنوان نشانه‌های جغرافیایی استفاده می‌شود، به‌طور کلی نمی‌تواند به عنوان علامت‌های تجاری ثبت نام شود و برای هر فردی به کار می‌رود. به عنوان مثال، یک اصطلاح عمومی مانند «سیب» یا اصطلاحات توصیفی مانند «قرمز» یا «آبدار» را نمی‌توان در رابطه با سیب ثبت کرد.
توجه اولیه در انتخاب و استفاده از علامت‌های تجاری باید به علامت‌هایی که از لحاظ ذاتی متمایز هستند، به عنوان آن‌ها دارای قوی‌ترین شخصیت متمایز و مستلزم شواهدی از استفاده برای تشخیص نقاط تقسیم شده‌است. اصطلاح فریبکارانه، دلخواه، یا پیشنهاد دهنده می‌تواند به لحاظ ذاتی متمایز و قابل ثبت باشد بدون اثبات تمایزی که به دست آورده‌است. اگر چه این دسته‌بندی‌ها به راحتی در رابطه با علامت‌های تجاری شامل واژه‌ها کاربرد دارند، همان اصول کلی در ارتباط با انواع علامت‌های تجاری استفاده می‌شود. به عنوان مثال، هنگامی که در محصولات کاج کاج استفاده می‌شود، شکل درخت کاج توصیفی است.

## تمایز به دست آمده
یک علامت تجاری بدون شخصیت متمایز (به عنوان مثال علامت که به لحاظ ذاتی نیست متمایز است) نخست نامعلوم است. با این وجود، اکثر حوزه‌های قضایی هنوز می‌توانند چنین علامت‌هایی را ثبت کنند، اگر صاحب علامت تجاری می‌توانند، معمولاً با اشاره به شواهد استفاده، نشان می‌دهند که مصرف‌کنندگان در بازار منحصراً علامت را به عنوان مورد استفاده در کالاهای مشخص شده یا در ارتباط با خدمات مشخص شده، با یک منبع یا منبع تجاری خاص (یعنی صاحب علامت تجاری). «استفاده» ممکن است شامل استفاده مجاز توسط یک مجوز یا طرف دیگر باشد. اگر اداره علامت تجاری معتقد باشد که شواهد نشان می‌دهد که یک علامت به عنوان حقیقی «شخصیت متمایز» را «به دست آورده»، علامت ممکن است براساس تمایز پذیری پذیرفته شده برای ثبت نام پذیرفته شود.
ماهیت و میزان شواهد قابل قبول استفاده در بین حوزه‌های قضایی متفاوت است، گرچه شواهد مفیدترین، معمولاً شامل آمار فروش، جزئیات تبلیغات و هزینه‌های تبلیغاتی و نمونه‌هایی از مواد تبلیغاتی می‌باشد. نظرسنجی‌های مصرف‌کننده همچنین ممکن است به این نکته کمک کنند که مصرف‌کنندگان به‌طور عمده یک علامت غیرقابل تشخیص را با مالک مالک علامت تجاری و محصولات یا خدمات خود مرتبط می‌کنند. به‌طور کلی، شواهدی از استفاده ممکن است تنها زمانی قابل قبول یا مناسب باشد که برای مدت زمانی مشخص (به عنوان مثال سه سال قبل از تاریخ ثبت درخواست استفاده از علامت تجاری) پوشش داده شود و از صلاحیت محاکماتی باشد که در آن ثبت نام می‌شود.
اصطلاح تقارن به دست آمده در حوزه‌های اتحادیه اروپا و کشورهای مشترک‌المنافع مانند استرالیا، هنگ کنگ و انگلستان و صلاحیت قانون مشترک ایالات متحده (که همچنین از معنی ثانویه استفاده می‌کند) پذیرفته می‌شود. در ایالات متحده، اگر یک علامت تجاری برای یک دوره پیوسته حداقل پنج سال پس از تاریخ ثبت نام استفاده شود، حق استفاده از علامت و ثبت نام ممکن است «غیر قابل انکار» باشد (مثلاً برای لغو غیرقابل استفاده برای استفاده غیرقابل استفاده، اما نه برای تبدیل شدن به عمومی) در چنین مواردی، USPTO بررسی و تأیید می‌کند که آیا درخواست عدم اطمینان مطابق با الزامات قانونی است، اما آیا در طول پرونده‌های قانونی مربوط به ثبت نام می‌توان تعیین کرد که آیا ثبت نام غیرقانونی در قانون است یا نه.
عملکرد اساسی یک علامت تجاری منحصراً منبع تجاری یا مبدأ محصولات یا خدمات را شناسایی می‌کند، به‌طوری‌که یک علامت تجاری که به درستی نامیده می‌شود، منبع را نشان می‌دهد یا به عنوان نشان دهنده مبدأ به کار می‌رود. استفاده از علامت تجاری به این روش به عنوان استفاده از علامت تجاری شناخته می‌شود. برخی از حقوق انحصاری به یک علامت ثبت شده پیوست می‌شود که می‌تواند به وسیله یک اقدام برای نقض علامت تجاری اجرا شود، در حالی که حقوق علامت تجاری ثبت نشده می‌تواند به موجب قانون‌شکنی قانون مجازات محول شود.
لازم است ذکر شود که حقوق علامت تجاری به‌طور کلی از استفاده و / یا ثبت نام (نگاه کنید به زیر) علامت در ارتباط فقط با یک نوع خاص یا محدوده محصولات یا خدمات ناشی می‌شود. اگر چه گاهی ممکن است اقدام قانونی برای جلوگیری از استفاده از علامت در ارتباط با محصولات یا خدمات خارج از این محدوده (به عنوان مثال برای عبور) ممکن است گاهی اوقات امکان‌پذیر باشد؛ اما این به این معنی نیست که قانون علامت تجاری مانع استفاده از علامت توسط عمومی می‌شود. یک کلمه، عبارت یا علامت دیگری می‌تواند تنها از مزایای عمومی حذف شود تا صاحب علامت تجاری قادر به حفظ حقوق انحصاری در برابر این علامت در ارتباط با محصولات یا خدمات خاص باشد، در حالی که هیچ علامت تجاری دیگر وجود ندارد. برای مطالعه موردی در هر دو مفاهیم، اپل سپاه و اختلافات خود را با Apple, Inc.

## حفظ تمایز
اگر یک دادگاه قضاوت کند که یک علامت تجاری از طریق استفاده مشترک (به عنوان مثال علامت دیگر عملکردهای علامت تجاری اصلی را انجام نمی‌دهد و مصرف‌کننده به‌طور متوسط دیگر این حق انحصاری را در نظر نمی‌گیرد)، ثبت نام متناظر نیز ممنوع است.
به عنوان مثال، علامت تجاری «آسپرین» شرکت شرکت Bayer در ایالات متحده به عنوان یک علامت تجاری شناخته شده‌است، بنابراین شرکت‌های دیگر می‌توانند از آن نام برای استیلسالیسیلیک اسید استفاده کنند (اگرچه هنوز علامت تجاری در کانادا است). Xerox برای فتوکپی‌ها و Band-Aid برای باند چسبنده هر دو علامت تجاری هستند که در معرض خطر قرار گرفتن در معرض مرگ قرار دارند و در برخی کشورها به عنوان عمومی اعلام می‌شوند، چیزی که صاحبان علامت‌های تجاری به‌طور فعال در تلاش برای جلوگیری از آن هستند. به منظور جلوگیری از علامت گذاری به عنوان عمومی، صاحبان علامت‌های تجاری اغلب با کسانی که به نظر می‌رسد با استفاده از علامت تجاری نادرست، از نویسندگان وب سایت به سردبیران فرهنگ لغت، و درخواست از استفاده نادرست از آن‌ها متوقف شود.
استفاده مناسب از یک علامت تجاری به معنای استفاده از علامت به عنوان صفت، نه به عنوان اسم یا فعل، اگر چه برای برخی از علامت‌های تجاری، به عنوان اسامی استفاده می‌شود و، به‌طور معمول، افعال مشترک است. به عنوان مثال، ادوبی ایمیل به بسیاری از نویسندگان وب با استفاده از اصطلاح "photoshopped" ارسال کرد و گفت که آن‌ها فقط باید از اصطلاح "اصلاح شده توسط نرم‌افزار Adobe® Photoshop®" استفاده کنند. Xerox همچنین آگهی‌های چاپی را اعلام کرده‌است که می‌گوید: "شما نمی‌توانید یک سند را" xerox "بشمارید، اما می‌توانید آن را روی کپی کردن نام تجاری Xerox در دستگاه کپی کنید." یکی دیگر از نمونه‌های محبوب استفاده از کلمه "frappuccino" توسط مشتریان Starbucks به معنی هر نوع نوشیدنی قهوه مخلوط است، هرچند کارکنان در هنگام اشاره به چنین نوشیدنی دستور می‌دهند فقط "قهوه مخلوط فراوپکینو" یا "کرم مخلوط فراوپکوسینو" می‌گویند. با این وجود این قانون سخت و سریع نیست. برای مثال، Lexis-Nexis دارای ثبت نام علامت تجاری ایالات متحده برای "Shepardize" است. شماره ۱۷۴۳۷۱۱ و تعریف "شپردزایی در یک صفحه وب به عنوان" فرایند جستجوی نقل قول‌ها "در" مجموعه‌ای از کتاب‌هایی به نام نقلقول‌های شپرد "تعریف می‌کند. چنین تلاش‌هایی ممکن است در جلوگیری از جنریکیسم در بلندمدت، که بستگی دارد کمتر بر روی تلاش‌های مالک صاحب و بیشتر در مورد چگونگی عموم مردم درک و استفاده از علامت. در واقع، از نظر قانونی مهم‌تر است که صاحب علامت تجاری به‌طور واضح و فعال به نظر می‌رسد تلاش برای جلوگیری از علامت تجاری خود را تبدیل به عمومی بدون در نظر گرفتن موفقیت واقعی است.